# Seznam avstrijskih kiparjev
Seznam avstrijskih kiparjev.

## A
Hans Ludwig Ackermann (nem.-avstr.) - Siegfried Anzinger - Gustinus Ambrosi - Joannis Avramidis -

## B
Rudolf Bacher - Franz Bauer - Albert Bechtold - Otto Beckmann - Ignaz Bendl - Johann-Georg Bendl - Franz Xavier Bergman - Karl Bitter - Eduard Bitterlich - Hans Bitterlich - Joseph Edgar Boehm - Matthias Braun -

## C
Karl Costenoble

## D
Josef Dabernig - Moritz Michael Daffinger - Matthäus Donner - Georg Rafael Donner -

## F
Bernd Fasching - Anton Dominik Fernkorn - Johann Bernhard Fischer (von Erlach) - Theodor Friedl - Emil Fuchs - Ernst Fuchs - Heinrich Fuss

## G
Hanns Gasser - Bruno Gironcoli - Roland Goeschl - Heinz Goll - Dorothee Golz - Friedrich Gornik - Edwin Grienauer - Chaim Gross - Nilbar Gures -

## H
Hugo Haerdtl - Victor Hammer - Anton Hanak - Johann Baptist Hagenauer - Edmund (von) Hellmer - Rudolf Hoflehner - Alfred Hrdlicka (Hrdlička) - Friedensreich Hundertwasser -

## J
Hans von Judenburg - Franz Julier

## K
Ludwig Kasper - Richard Kauffungen - Manfred Kielnhofer - Christof Fidelis Kimmel - Martin Kirschner - Josef Klieber - Max Klinger - Joseph Knabl - Kiki Kogelnik - Anton Krajnc - Heinrich Krippel

## L
Heinz Leinfellner - Josef Lorenzl -

## M
Marianne Maderna - Anna Mahler - Hellmuth Marx - Franz (Josef Karl) Matsch - Lorenzo Mattielli - Franz Melnitzky - Franz Xaver Messerschmidt - Balthasar Ferdinand Moll - Josef Moriggl -  Leopold Carl Müller - Josef Müllner

## N
Peter Neuböck

## P
Balthasar Permoser - Ambrosius Petruzzy - Walter Pichler - Karl Prantl

## R
Adam Rammelmeyer - Josef Riedl - Franz Rosei -

## S
Ludvig Schädler - Johann Nepomuk Schaller - Hans Scherpe/Schärpe - Othmar Schimkowitz - Jakob Christoph Schletterer - Johann Jacob Schoy - Othmar Schimkowitz - Ludwig Michael Schwanthaler - Santino Solari - Willi Soukop - Josef Stammel - Matthias Steinl -  Artur Strasser - Philipp Jakob Straub - Roman Strobl - Paul Strudel - Peter Strudel -

## T
Josef Hermann Tautenhayn - Oskar Thiede - Josef Thorak - Viktor Oskar Tilgner - Esin Turan - 

## V
Joseph Gasser von Valhorn -

## W
Wolf Weissenkirchner ml. - Fritz Wotruba - Erwin Wurm

## Z
Franz Anton Zauner - Mathias Zdarsky - 